# Gustav Mucke
Gustav Mucke (* 20. September 1861 in Zittau; † 13. Januar 1940 in Wuppertal-Barmen) war ein deutscher Architekt und Kirchbaumeister. Seine Architektur ist vom Historismus geprägt.

## Leben
Die Eltern von Gustav Mucke waren Friedrich Wilhelm Mucke und dessen Frau Maria Mathilda geborene Pätzold. Der Vater war Hausmeister am städtischen Gymnasium in Zittau. Gustav war das zweite von drei Kindern.
Seine Tätigkeit als Bauführer bei der von 1884 bis 1886 von dem Architekten Julius Zeißig errichteten Lutherkirche in Leipzig ist die erste bekannte berufliche Station Gustav Muckes. Im Anschluss ging er mit Zeißig ins westfälische Hagen und übernahm die Bauleitung der neuen, ebenfalls nach Martin Luther benannten Kirche in der Nähe des Hauptbahnhofs. Für diese Aufgabe siedelte er sich in Hagen an. Im November 1887 heiratete er die Leipzigerin Anna Dietz, mit der er zusammen drei Kinder hatte.

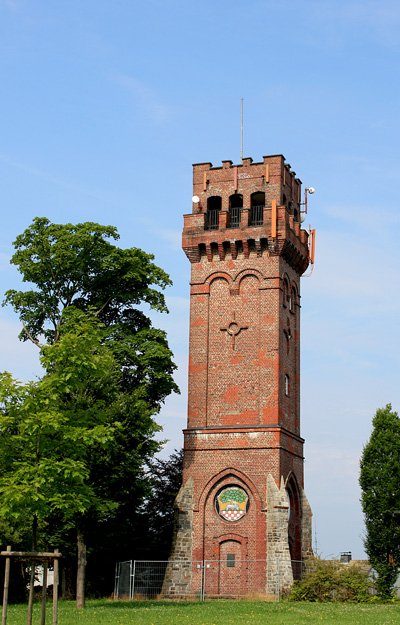
Aussichtsturm Karlshöhe

Ab 1891 war Mucke selbstständiger Architekt. Sein bisher ältestes bekanntes Bauwerk ist der für den Sauerländischen Gebirgsverein auf der Karlshöhe in Halver errichtete und im Juli 1893 eingeweihte Aussichtsturm. Von 1895 bis 1914 war er für zahlreiche Kirchbauprojekte zwischen Siegerland und östlichem Ruhrgebiet verantwortlich. Vor allem in Dortmund fand er ein Betätigungsfeld, da der Bedarf an Kirchenneubauten und -umbauten mit neuen Pfarr- und Gemeindehäusern aufgrund des explosionsartigen Bevölkerungsanstiegs im Zuge der Industrialisierung sehr groß war.
In den 1920er Jahren verlagerte er seine Bautätigkeit nach Wuppertal-Barmen, wohin er auch 1934 umzog. Dort entstanden 1937 die Friedhofskapelle auf dem Alten Friedhof in der Heckinghauser Straße und 1939 der Gemeindesaal auf der Klippe nach Muckes Plänen.

## Werk (Auswahl)
- 1892–1893: Aussichtsturm Karlshöhe in Halver
- 1896: Evangelische Kirche in Gelsenkirchen-Rotthausen
- 1898–1899: Evangelische Segenskirche in Dortmund-Eving
- 1902: Evangelische Dreifaltigkeitskirche in Dortmund-Wellinghofen
- 1906: Weiterbau der Talkirche in Siegen-Geisweid
- 1904–1906: Umbau der evangelischen Lutherkirche in Dortmund-Asseln
- 1903–1907: Erweiterung der Alten Kirche in Dortmund-Wellinghofen
- 1908: Evangelische Kirche in Dortmund-Husen mit Pfarrhaus
- 1908: Evangelische Kirche Lünen-Süd
- 1907–1909: Evangelische Martin-Luther-Kirche in Lünen-Brambauer
- 1909: Evangelische Kirche in Netphen-Deuz
- 1911: Evangelische St.-Petri-Kirche in Castrop-Rauxel-Habinghorst
- 1911–1913: Evangelische Lutherkirche in Dortmund-Barop
- 1911–1913: Umbau der Evangelischen Johanneskirche und Neubau des Gemeindehauses in Dortmund-Lindenhorst
- 1911–1913: Evangelische Kirche in Wilnsdorf
- 1911–1914: Erlöserkirche in Attendorn
- 1914: Evangelische Johanneskirche in Plettenberg-Eiringhausen
- 1925: Pfarrhaus Freiligrathstraße in (Wuppertal-)Barmen
- 1925: Pfarrhaus Kielstraße in (Wuppertal-)Barmen
- 1928: Instandsetzung der evangelischen Friedenskirche in (Wuppertal-)Barmen
- 1929: Kapelle auf dem Norrenberger Friedhof in (Wuppertal-)Barmen
- 1937: Kapelle auf dem Alten Friedhof in Wuppertal-Barmen
- 1939: Gemeindesaal Auf der Klippe in Wuppertal-Barmen